# Campionati mondiali di ginnastica ritmica 2009 - Completo a squadre
La finale di completo a squadre si è svolta al Sun Arena il 12 settembre 2009.
A questa finale hanno partecipato 24 nazioni.

## Finale
| Pos.    | Nazione       | 5 Cerchi | 3 Nastri + 2 Corde | Totale |
| ------- | ------------- | -------- | ------------------ | ------ |
| Oro     | Italia        | 27.275   | 27.125             | 54.400 |
| Argento | Bielorussia   | 27.700   | 26.500             | 54.200 |
| Bronzo  | Russia        | 24.900   | 26.450             | 51.350 |
| 4       | Azerbaigian   | 25.600   | 24.900             | 50.500 |
| 5       | Israele       | 25.450   | 25.025             | 50.475 |
| 6       | Spagna        | 25.750   | 24.700             | 50.450 |
| 7       | Bulgaria      | 25.350   | 24.800             | 50.150 |
| 8       | Giappone      | 24.475   | 25.625             | 50.100 |
| 9       | Francia       | 24.300   | 24.250             | 48.550 |
| 10      | Ucraina       | 24.550   | 23.750             | 48.300 |
| 11      | Polonia       | 24.550   | 22.975             | 47.525 |
| 12      | Svizzera      | 23.925   | 22.775             | 46.700 |
| 13      | Germania      | 23.500   | 23.100             | 46.600 |
| 14      | Ungheria      | 23.850   | 21.275             | 45.125 |
| 15      | Canada        | 22.625   | 21.950             | 44.575 |
| 16      | Stati Uniti   | 22.025   | 22.300             | 44.325 |
| 17      | Grecia        | 20.500   | 23.100             | 43.600 |
| 18      | Uzbekistan    | 22.025   | 20.975             | 43.000 |
| 19      | Finlandia     | 20.800   | 21.350             | 42.150 |
| 20      | Corea del Sud | 21.600   | 20.250             | 41.850 |
| 21      | Brasile       | 21.625   | 20.050             | 41.675 |
| 22      | Kazakistan    | 21.700   | 19.950             | 41.650 |
| 23      | Rep. Ceca     | 21.600   | 19.200             | 40.800 |
| 24      | Austria       | 20.100   | 20.525             | 40.625 |